# Richland (Mississippi)
Richland város az Amerikai Egyesült Államok Mississippi államában, Rankin megyében. Lakosainak száma 7137 fő (2020. április 1.).

## Népesség
A település népességének változása:

| 2010 | 6 912 |
| 2020 | 7 137 |